# Lepidopterologia

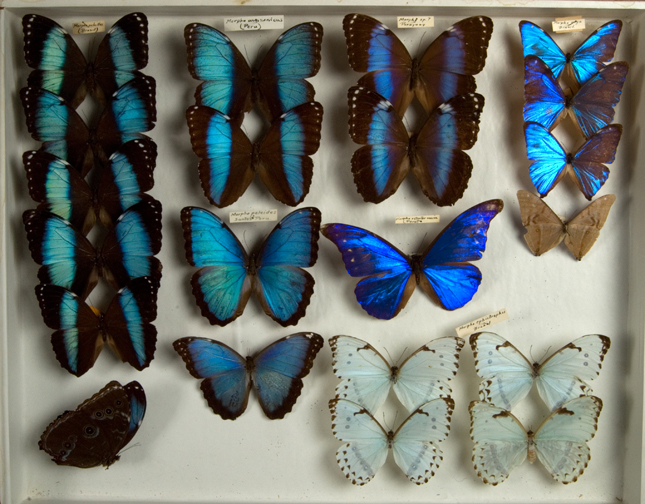
Coleção de exemplares de borboletas no Museu Transcona, Winnipeg, Canadá

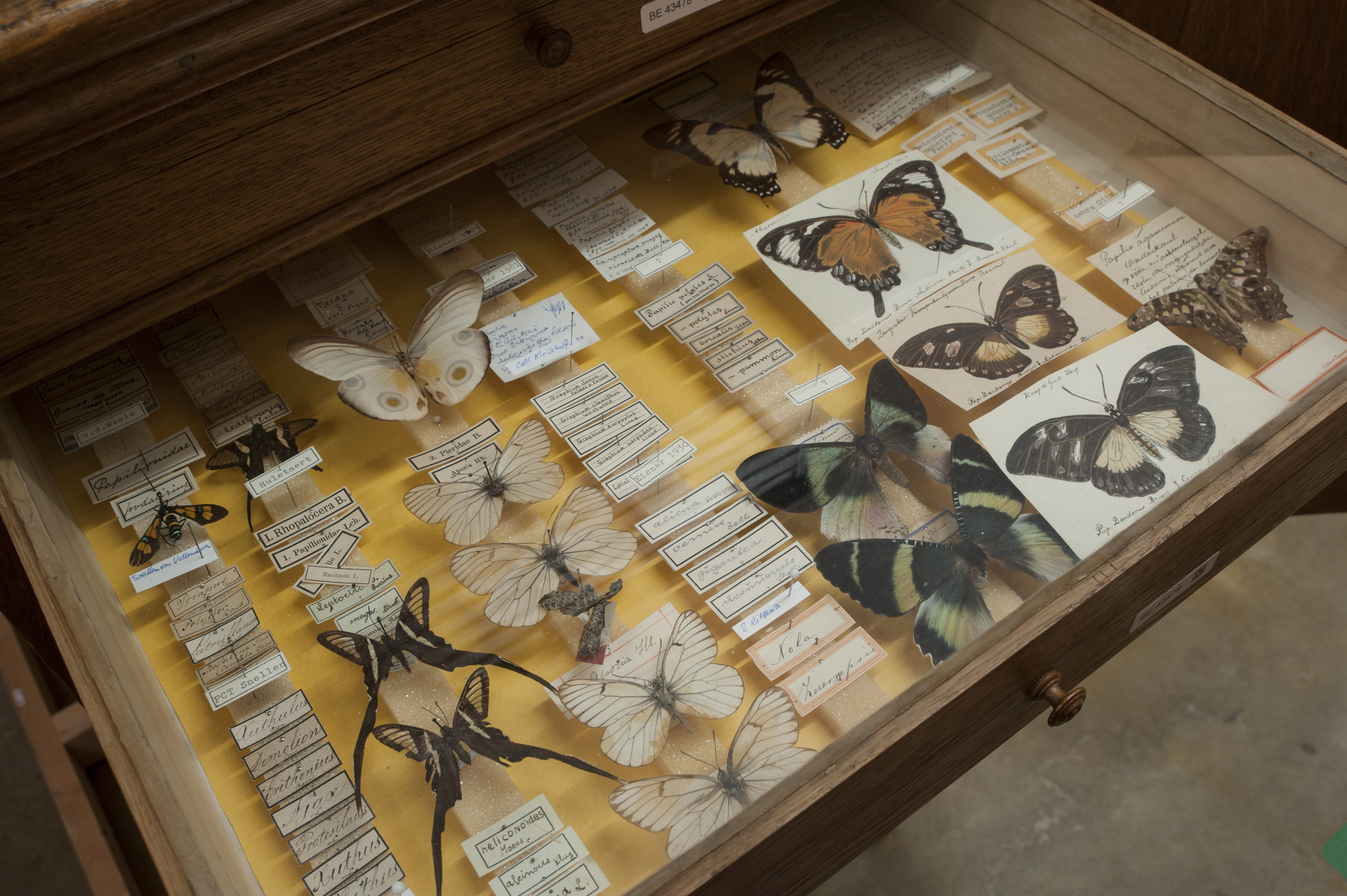
Coleção de exemplares de borboletas de grande porte no Museu Naturalis, Leiden, Países Baixos

A lepidopterologia (do grego antigo: λεπίδος, lepídos, 'escama'; πτερόν, pterón, 'asa'; e -λογία, -logia, 'estudo') é o ramo da entomologia especializado no estudo científico das mariposas e borboletas, os chamados lepidópteros. Consequentemente, um profissional especializado nesta área é denominado por lepidopterólogo, ou lepidopterista, ou, ainda, lepidopterologista. Arcaicamente, um o profissional responsável pelo estudo dos lepidópteros é chamado de aureliano.

## Origem
No Pós-Renascimento, o aumento de 'lepidopteristas' é atribuída à expansão do interesse pela ciência, natureza e pelo ambiente. Em 1758, à época que Lineu escreveu a décima edição do Systema Naturae, já existia "um corpo substancial de obras publicadas sobre história natural de Lepidoptera", dentre os quais podem ser citados:
- Mouffet, Thomas (1634). Insectorum sive Minimorum Animalium Theatrum;
- Goedart, Jan (1662–67). Metamorphosis Naturalis;
- Merian, Maria S (1705). Metamorphosis insectorum Surinamensium, cuja obra incluiu ilustrações de lepidópteros europeus;
- Ray, John (1710). Historia Insectorum;
- Petiver, James (1717). Papilionum Britanniae icones.

## História

### Estudiosos
Durante a segunda metade do século XVIII até o início do século XX, ocorreu a era dos cientistas independentes. Seguido às descrições de Lineu no Systema Naturae, e com a publicação do Centuria Insectorum de Boas Johansson, o austríaco Nikolaus Poda von Neuhaus escreveu o Insecta Musei Graecensis (1761) e Johann Christian Fabricius descreveu diversas espécies em uma série de obras notáveis.
Durante este período, Ignaz Schiffermüller escreveu um catálogo sistemático das borboletas dos distritos ao redor de Viena, Systematische Verzeichnis der Schmetterlinge der Wienergegend herausgegeben von einigen Lehrern am k. k. Theresianum (1775). Na Alemanha, Eugenius Johann Christoph Esper em colaboração com Toussaint de Charpentier publicou Die europäischen Schmetterlinge e Die ausländischen Schmetterlinge.
Entre 1806 e 1834, Jacob Hübner escreveu Sammlung exotischer Schmetterlinge, com Carl Geyer e Gottlieb August Wilhelm Herrich-Schäffer. Durante os anos de 1806 a 1824, Hübner acrescentou Geschichte europäischer Schmetterlinge. Herrich-Schäffer expandiu isso como Systematische Bearbeitung der Schmetterlinge von Europa, Zugleich als Text, Revision und Supplement zu Sammlung europäischer Schmetterlinge de Jacob Hubner (1843–1856).
Na França, Jean-Baptiste Boisduval, Jules Pierre Rambur e Adolphe Hercule de Graslin escreveram Collection iconographique et historique des chenilles; ou, Description et Figures des chenilles (larvae) d'Europe, avec l'histoire de leurs métamorphoses, et des applications à l'agriculture, Paris, Librairie encyclopédique de Roret, 1832 e com John Eatton Le Conte, 1829–1837 Histoire général et iconographie des lepidoptérès et des chenilles de l'Amerique septentrionale, publicado em Paris. Boisduval descreveu também os lepidópteros do navio da expedição Astrolabe de Jean-François de Galaup, conde de La Pérouse e o Coquille, de Louis Isidore Duperrey.
Na Itália, Giovanni Antonio Scopoli escreveu a Entomologia Carniolica publicada em Viena. Em meados do século, o conhecimento especializado de negociantes de lepidópteros como Otto Staudinger, Emile Deyrolle, Orazio Querci e Peter Godeffroy contribuiu para o campo.
Na Rússia, Andrey Avinoff, membro do corpo diplomático do czar Nicolau II, patrocinou mais de quarenta expedições de coleta à Ásia Central em busca de lepidópteros raros. Ele empreendeu pessoalmente árduas expedições ao Turquestão Russo e ao Pamir em 1908 e pela Índia e Caxemira em 1914, bem como a Ladakh e ao Turquestão Chinês antes que essas regiões estivessem abertas aos exploradores. Antes da turbulência política de 1917, ele recebeu a prestigiosa medalha de ouro da Imperial Russian Geographical Society. O governo soviético se apropriou de sua coleção e a colocou no Museu Zoológico de São Petersburgo. Depois que Avinoff emigrou para a América, ele conseguiu coletar uma quase duplicata de sua coleção original de borboletas asiáticas, doando-a ao Museu Carnegie de História Natural.

### Exploradores
As expedições continuaram a ser as principais fontes de espécimes. A expedição Baudin à Austrália (1800 a 1803), com dois navios equipados com laboratório, Géographe e Naturaliste, tinha nove zoólogos e botânicos a bordo. Eles trouxeram para a França, de acordo com Antoine François, conde de Fourcroy, a maior coleção que o Muséum national d'Histoire naturelle já havia recebido, incluindo 44 caixas de espécimes zoológicos. A Expedição Österreichische Brasilien explorou a botânica, zoologia e etnografia do Brasil. Foi organizado e financiado pelo Império Austríaco e funcionou de 1817 a 1835. SMS Novara, sob o comando do Comodoro Bernhard von Wüllerstorf-Urbair, fez uma viagem de exploração em 1857 a 1859. O barão Cajetan von Felder e seu filho Rudolf Felder acumularam uma enorme coleção entomológica de Novara, que está depositada no Naturhistorisches Museum em Viena e no Museu de História Natural em Londres. As borboletas foram descritas em Reise Fregatte Novara: Zoologischer Theil., Lepidoptera, Rhopalocera (Journey of the Frigate Novara) em três volumes (1865–1867). Andrey Avinoff e alguns de seus benfeitores também financiaram numerosas expedições de aproximadamente 1906–1940.

### Colecionadores
Colecionadores ricos desempenharam um papel importante: Aimée Fournier de Horrack em Paris, Walter Rothschild e James John Joicey na Inglaterra e na Rússia Grão-duque Nicolau Mikhailovich da Rússia que financiou Sergei Alphéraky e editou Mémoires sur les Lépidoptères. O Império Britânico ofereceu oportunidades para Frederic Moore, autor de Lepidoptera Indica. As famílias Carnegie e Mellon ajudaram a financiar a coleção e aquisição de coleções de borboletas por meio de seus investimentos no recém-criado Museu Carnegie de História Natural chefiado por Andrey Avinoff de 1926–1945.

### Museus
No século XIX, grandes coleções de lepidópteros estavam entre os espécimes de história natural que então inundaram a Europa. A maioria dos maiores e mais espécimes de novas espécies estão no Musée royal de l'Afrique centrale (Congo Belga), Muséum national d'Histoire naturelle (França), Museum für Naturkunde (Alemanha), Museu Britânico de História Natural (Reino Unido), Museu Zoológico de São Petersburgo e Rijksmuseum van Natuurlijke Historie (Países Baixos). Os lepidopteristas dos museus incluem Samuel Constantinus Snellen van Vollenhoven, Francis Walker, Alois Friedrich Rogenhofer, František Antonín Nickerl, Lionel de Nicéville, Carl Heinrich Hopffer e Arthur Gardiner Butler.

## Coleções e ilustrações

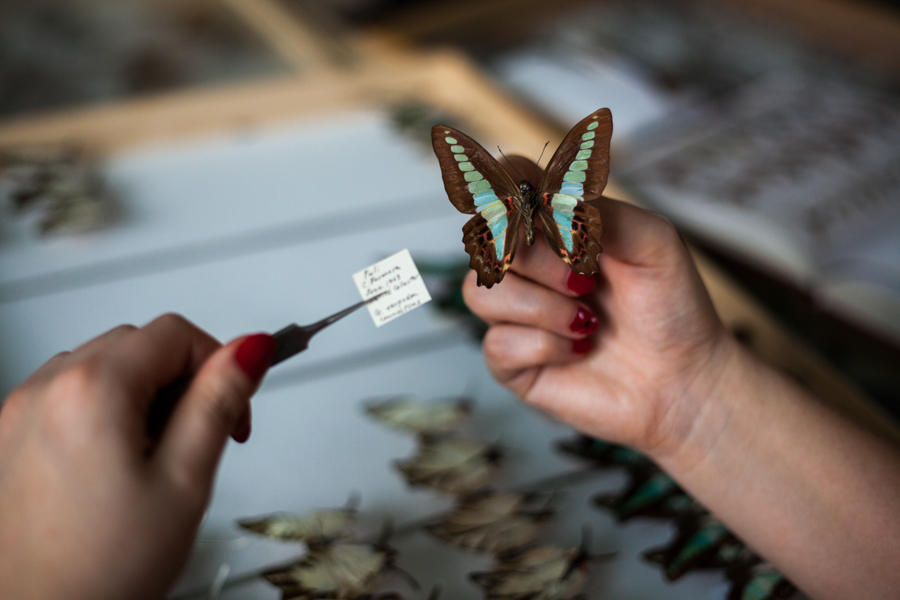
Marcação de espécimes tropicais na Academia Polonesa de Ciências, Cracóvia, Polônia

Como o principal modo de estudo das borboletas era por meio de coleções de espécimes fixas, era difícil catalogar e comunicar nomes e descrições amplamente. Livros sobre borboletas com placas pintadas à mão, litografadas e impressas têm sido uma ferramenta importante na lepidopterologia. Entre essas ilustrações, destacam-se as obras de Adalbert Seitz.
Obras incomuns como Butterfly Fauna of Ceylon (1942) de Lionel Gilbert Ollyett Woodhouse e Moths and Butterflies of the United States East of the Rocky Mountains (1900) de Sherman F. Denton usaram estampas de asas de borboletas, onde as ilustrações incorporaram as escalas das asas.
O célebre escritor russo Vladimir Nabokov foi um lepidopterista notável, tendo descoberto a paixão aos sete anos de idade. Posteriormente, ele escreveria sobre borboletas, as colecionaria e ilustraria. Nabokov foi voluntário no Museu de Zoologia Comparada de Harvard no Departamento de Entomologia, onde organizava espécimes por até 14 horas por dia.
Segundo Kurt Johnson, autor lepidopterista de Nabokov’s Blues, o romance de Nabokov, The Gift, apresentava um lepidopterista, pai do protagonista emigrado, baseado em uma ficção de Andrey Avinoff. Este último descobriu diversas espécies: na Ásia Central, o Parnassius maharaja e, na Jamaica, o Nesiostrymon shoumatoffi, em homenagem a seu sobrinho, Nicholas Shoumatoff, que se juntou a ele em três expedições à selvagem Cockpit Country no final da década de 1930. A pesquisa inovadora de Avinoff sobre a biogeografia da especiação demonstrou como os membros do gênero Karanasa evoluíram em espécies separadas em vales montanhosos isolados na cordilheira Pamir. Ele colaborou com seu colega Walter Sweadner, curador de entomologia no museu Carnegie, em uma monografia, The Karanasa Butterflies, A Study in Evolution.

## Lepidopterologistas notáveis
Entre os lepidopterologistas notáveis por seus trabalhos estão:
- Per Olof Christopher Aurivillius: lepidópteros de África
- Henry Tibbats Stainton: Microlepidoptera
- Jules Léon Austaut: especializado no gênero Parnassius
- Otto Vasilievich Bremer: lepidópteros da Sibéria e Amur
- John Henry Leech: lepidópteros da China
- Shōnen Matsumura: lepidópteros do Japão
- Hans Rebel: lepidópteros do Paleoártico
- Ruggero Verity: lepidópteros do Paleoártico
- Hans Fruhstorfer: lepidópteros de todo o mundo, mas especialmente de Java
- Edward Meyrick: Microlepidoptera
- Herman Strecker: lepidópteros das Américas
- Anthony Valletta: lepidópteros de Malta
- Margaret Fountaine: lepidópteros da Europa, África do Sul, Índia, Tibete, América, Austrália e Índias Ocidentais

## Sociedades lepidopterológicas
- Lepidopterists' Society
- Societas Europaea Lepidopterologica
- Lepidoptera Research Foundation
- North American Butterfly Association
- Association for Tropical Lepidoptera
- International Lepidoptera Survey
- Lepidopterological Society of Denmark
- Lepidopterological Society of Finland
- Lepidopterological Society of Japan
- Sicilian Lepidopterological Association
- Southern Lepidopterists' Society
- Study Group of Hessian Lepidopterologists
- Lepidopterists' Society of Africa

## Revistas lepidopterológicas
- Journal of Research on the Lepidoptera
- Metamorphosis
- The Taxonomic Report
- Nota lepidopterologica